# Ja'ir Stern
Ja'ir Stern (hebrejsky יאיר שטרן, Ja'ir Štern) (narozen 7. července 1942 v Tel Avivu) je izraelský novinář.

## Biografie
Narodil se Roni Sternové jako pohrobek. Jeho otec Avraham Stern byl velitelem Lechi, odbojové protibritské skupiny, označované za teroristickou, a byl Brity (důstojníkem Geoffrey J. Mortonem) bez soudu zavražděn pět měsíců předtím. Jair byl pojmenován podle přezdívky svého otce.
Studoval v Netanji a na škole pro námořní důstojníky v Akku. Na telavivské univerzitě se stal bakalářem politologie a magistrem na univerzitě ve Filadelfii.
Zprvu byl sportovním reportérem deníku Maariv. Později byl dopisovatelem ve Washingtonu. Roku 1995 byl jmenován ředitelem Izraelské televize. Poté byl ředitelem nadace na paměť svého otce a členem Nové nadace pro film a televizi. Žije v Jeruzalémě a je otec čtyř dětí.